# Odelya Halevi
Odelya Halevi (hebräisch אודליה הלוי; * 12. Februar 1989 in Rosch haAjin) ist eine israelische Schauspielerin.

## Karriere
Halevi tauchte in der Fernsehserien Good Trouble und Good Girls Revolt auf. Seit 2022 spielt sie in der Serie Law & Order mit. Im selben Jahr bekam sie eine kleine Rolle in Black Adam. Außerdem hatte sie Gastauftritte in den Serien wie Mike & Molly, New Girl, Navy CIS, MacGyver (2016) und Why Women Kill.

## Filmografie (Auswahl)
- 2008: Synonymous (Kurzfilm)
- 2015: New Girl (Fernsehserie, Folge 4x03)
- 2015: Mike & Molly (Fernsehserie, Folge 5x06)
- 2016: Ice (Fernsehserie, Folge 1x01)
- 2016: Good Girls Revolt (Fernsehserie, 3 Folgen)
- 2017: Navy CIS (NCIS, Fernsehserie, Folge 14x08)
- 2017: Midnight, Texas (Fernsehserie, Folge 1x03)
- 2019: MacGyver (Fernsehserie, Folge 3x19)
- 2019: Why Women Kill (Fernsehserie, Folge 1x03)
- 2021: Good Trouble (Fernsehserie, 4 Folgen)
- seit 2022: Law & Order (Fernsehserie)
- 2022: Black Adam (Film)